# Txús Sartorio Lorenzo
Maria Jesús Sartorio Lorenzo (Logronyo, 19 de setembre de 1961), més coneguda com Txús Sartorio Lorenzo, és una fotògrafa de premsa i dissenyadora gràfica.

## Biografia
Sartorio és diplomada en Ciències de l’Educació i titulada en fotografia a l'Institut d’Estudis Fotogràfics de Catalunya (IEFC). Al llarg de la seva trajectòria professional ha participat en diversos projectes vinculats a la fotografia i activitats relacionades amb la imatge, reconeguda sobretot pels seus treballs com a fotògrafa de premsa a La Vanguardia. També ha treballat com a fotògrafa freelance realitzant fotografies per diversos diaris tal com El Periódico, el Diari de Tarragona i la Crònica de Mataró, i per revistes com Nuevo Estilo, Ragazza i Revista Popular, entre d'altres.
Vinculada al rock gironí, ha realitzat treballs de disseny de catàlegs industrials, fotografia de promoció i disseny de cartells i CD per diverses companyies discogràfiques com ara Ariola, Uràntia Records, Picap, Salseta Discos i On the Records. A més, ha treballat per institucions com l'Ajuntament de Barcelona, l'Ajuntament de Girona i la Diputació de Girona, com també per particulars d'ajudant de fotògraf a l'estudi Barnés Sucrana, a l'estudi de Santi de Pablo a Sant Cugat del Vallès, i per diverses agències de publicitat.
Sartorio ha participat a més, en exposicións col·lectives i particulars de fotografia dins el territori català. És coneguda també per les diverses iniciatives que ha impulsat en l'àmbit de la fotografia, entre d'altres, la creació, juntament amb el fotògraf Jaume Soler, de la Fotofactoria a la Bisbal d'Empordà, que va ser inaugurada l'any 2004. Es tracta d'un espai d'exposició i divulgació de la fotografia artística, que es troba a mig camí entre una agència i una galeria d'art, i que promociona l'obra dels joves creadors.

## Fons fotogràfic
El 13 d'abril de 2012, Txús Sartorio Lorenzo feu donació del fons a l'Ajuntament de Girona, que prèviament es trobava conservat al domicili familiar de la donant. Van ingressar al Centre de Recerca i Difusió de la Imatge (CRDI) de l'Arxiu Municipal de Girona, quaranta-vuit mil set-centes noranta-tres fotografies.
Es tracta de documentació generada per Sartorio en l'exercici de la seva activitat professional com a fotògrafa de premsa. Conté, principalment, fotografia de diversos aspectes de la vida cultural i social tant de la ciutat de Girona, com també de les comarques gironines. En destaquen els retrats de personalitats gironins destinades a il·lustrar les entrevistes fetes a la premsa. També en destaquen, pel seu valor documental, reportatges com el ple de renúncia al càrrec de l'alcalde Joaquim Nadal i Farreras al Saló de Descans del Teatre Municipal de Girona, el seguiment del judici sobre el naufragi de l'estany de Banyoles de l’embarcació turística l’Oca, la jornada reivindicativa en contra de les obres de construcció de la línia d'alta tensió de les Gavarres al polígon de Llagostera, la manifestació d'estudiants en contra de la Guerra de l'Iraq a la Gran Via de Jaume I a Girona, i la vaga de treballadors de la concessionària de neteja Musersa a Girona.
Deu anys després de la donació, feu una nova aportació amb reportatges sobre el rock català i de la seva producció artística, elevant la xifra a prop de seixanta mil fotografies.